# Olaf Rude
Carl Olaf Rude (26. april 1886 på godset Kattentak (Kermo) ved Rakvere (Wesenberg) i Estland – 17. juni 1957 på Frederiksberg) var en dansk maler og professor.
Han flyttede som barn med sin familie til Frejlev på Lolland. Han er især kendt for sine billeder af egetræer fra Skejten, et motiv som han arbejdede med hele livet, og som ses som udsmykning i Folketingssalen på Christiansborg.
Han hører til de klassiske modernister, som omkring 1. verdenskrig satte fokus på maleriets formelle virkemidler på bekostning af naturgengivelsen. Undersøgelsen af form, linje, flade, farve m.v. fik stor betydning for malernes udtryk. 
I 1911 rejste han til Paris og stiftede her for første gang bekendtskab med de nye strømninger i fransk kunst. Han lod sig kun inspirere af Paul Cézanne, som han viste på Grønningens første udstilling i 1915.
Olaf Rude regnes blandt den oprindelige kreds indenfor Bornholmerskolen og som blandt andre talte de samtidige Oluf Høst, Niels Lergaard og før dem Edvard Weie, og svenskfødte Karl Isakson. Sammen med hustruen Laura f. Henriksen ferierede han fra slutningen af 1920'erne og frem til sin død hvert år i sommerhuset Havkatten ud til kysten syd for Allinge, hvor en stor del af hans motivverden blev fundet.
Rude blev Ridder af Dannebrog 1936, Dannebrogsmand 1947 og Kommandør 1953.
Han er begravet på Frederiksberg Ældre Kirkegård.